# Авиокатастрофа край Братислава (1966)
Полет LZ101 на ТАБСО е открит през 1948 г. и е първият международен маршрут на българската национална авиокомпания ТАБСО (предшественик на Авиокомпания „Балкан“).
Свързва София с Будапеща, Прага и Източен Берлин. От 1962 г. полетът се обслужва от тогавашния флагман на авиокомпанията – самолет „Ил-18Б“.
В четвъртък 24 ноември 1966 г. самолет, извършващ такъв полет, катастрофира край Братислава, столицата на Словашката социалистическа република (тогава съюзна република във федеративната Чехословашка социалистическа република), причинявайки смъртта на всичките 82 души на борда.
Катастрофата остава най-сериозната в историята на Словакия.

## Предистория
| Гражданство          | Жертви |
| -------------------- | ------ |
| България             | 45     |
| Унгария              | 16     |
| Чехословакия         | 5      |
| Германия             | 5      |
| Бразилия             | 3      |
| Чили                 | 2      |
| Аржентина            | 1      |
| Хондурас             | 1      |
| Япония               | 1      |
| Обединеното кралство | 1      |
| Швейцария            | 1      |
| Тунис                | 1      |
| Общо                 | 82     |

В деня на катастрофата полет LZ101 се обслужва от ИЛ-18Б с регистрация LZ-BEN. Самолетът е произведен през януари 1964 г. под заводски номер 7101 и е приет от ТАБСО на 22 число същия месец. Към деня на катастрофата не е имал произшествия и е бил поддържан според регламентите на производителя.
Екипажът е летателен състав от 5 летци и 3 стюардеси под ръководството на командир Любомир Тодоров Антонов. Командирът е на 41 години и има нальот от 11 959 часа. Той е сред най-старшите командири на Ил-18 в ТАБСО, като придобива бревет за този тип самолет през юли 1962 г., месец след постъпването му в експлоатация в ТАБСО. Антонов е издържал пореден проверовъчен изпит два дни по-рано. Той е добре запознат с летище Братислава от 11 свои полета дотам. Вторият пилот е Светомир Димитров Шакаданов на 36 г., с нальот 5975 часа. Той издържа проверовъчен изпит предния ден. Щурманът е първокласен специалист-щурман Слави Стефанов Томаков. Радио-телеграфист е Никола Александров Тасев на 36 г., с 3160 часа нальот. Бордмеханик е Стоян Тодоров Рангелов на 42 г. с 3602 часа нальот. Бордни домакини са Мария Иванова, Светла Георгиева (известна и като Светла Маринова, омъжена преди 18 дни за Иван Славков) и Виолина Стоичкова.
В салона има 74 пътници от 12 страни: българи, аржентинци, британци, чилийци, чехословашки граждани, германци, хондурасци, унгарци, японци, съветски граждани, швейцарци и тунизийци. Сред тях е българската оперна прима Катя Попова, посланикът на България в Източна Германия о. з. ген. Иван Бъчваров и известният хондураски писател и публицист Рамон Амая Амадор. Разнообразието от националности отчасти се дължи на приключилия Девети конгрес на БКП, като много от тях са чуждестранни представители на комунистически партии.
Полет LZ101 заминава от Будапеща в 11:46 часа средно европейско време. По време на полета метеорологичните условия в Прага се влошават. Командирът Антонов решава да ползва резервното летище Братислава Иванка (днес летище "M. Р. Щефаник" и каца там в 11:58 ч. Към 15:30 ч. времето в Прага се подобрява и Антонов се приготвя да продължи полета. Предполетна беседа с него провежда метеорологът на летище Братислава Ян Попелени, който осведомява командира да очаква средна до силна турбулентност над Малките Карпати -- хълмове на северозапад от Братислава.

## Катастрофа
Към 16:10 ч. пътниците са приети в самолета и в 16:20:30 ч. Антонов получава разрешение да рулира до писта 04 или писта 31 по свое желание за излитане. Той избира писта 31, която сочи към Малките Карпати. Командирът получава разрешение за излитане и нареждане след излитането да завие надясно с курс към радиофар Нитра и оттам до Бърно на път за Прага на височина 5100 m (16 700 фута). Междувременно от летището излита „Ил-14“ на Чехословашките аеролинии. За да се запази разделение между по-бавния „Ил-14“ и по-бързия „Ил-18“, на Антонов е наредено да не надвишава височина 300 m (1000 фута) до по-нататъшно нареждане.
Полет LZ101 излита в 16:28 ч. в почти пълна тъмнина. Излитането е наблюдавано от ръководителя на полети Ярослав Вадович, според когото то е нормално. Скоро след доклада му, че е излетял, командирът получава нареждане да завие надясно и да се свърже с ръководителя на полети „подход“ на честота 120,9 MHz. Екипажът така и не се свързва с „подход“.
Около 2 минути след излитането самолетът катастрофира на 8 km от летището в местността Сакракопец в полите на Малките Карпати, недалеч от братиславския район Рача. Местността на сблъсъка е 288 m (945 фута) над равнището на летателното поле. Самолетът се удря в заснежения терен в прав полет (без наклон), при скорост от порядъка на 500 km/h (250 възела) и в двигателен режим пълна мощност.
При разпадането му в продължение на 20 секунди той прорязва просека с обща дължина 562 m и широчина между 30 m и 10 m, като основните останки са към края на просеката с държина 265 m. Избухва яростен пожар, който изгаря доста бързо, главно защото останките и горивото са разпръснати върху голяма площ. Всички жертви загиват поради множествени наранявания, причинени по време на сблъсъка, като повечето понасят и сериозни посмъртни изгаряния.
Мястото на катастрофата е близо до братиславски квартали и е любима местност за излети. Катастрофата е видяна и чута от множество местни жители, включително почиващия вкъщи ръководител полети Карел Хатвани, който незабавно телефонира колегите си на летището. Самите дежурни ръководители полети не са забелязали катастрофата визуално или на радар.
Поради трудния терен, пълната тъмнина и лошото време спасителните служби намират мястото на катастрофата едва час и половина след станалото. Следват допълнителни закъснения и опасения след като е научено, че самолетът пренася радиоактивни изотопи. В течение на 3 дни местната полиция, служители на органите за сигурност и курсанти от братиславското военноинженерно училище претърсват площ с размери 350 m на 50 m около местопроизшествието. Това изисква снемането на снежен слой, дебел между 30 и 50 cm. Открити са останките на 74 от 82-мата души на борда, като са пренесени в Братислава за идентифициране.
Днес мястото, на което спира кабината на самолета е маркирано с дървен кръст, а 82 брези (по една за всяка жертва) маркират общото положение на останките на самолета.

## Разследване
Разследването се извършва от чехословашка комисия, ръководена от главния инспектор по въздухоплаването Ян Дворжак. Съгласно международното право тя свиква представители на страната, в която е регистриран самолетът, наред с представители на Опитно-конструкторските бюра „Илюшин“ (за самолета) и „Ивченко“ (за двигателите). Отделно е назначена и българска комисия, ръководена от председателя на Държавната контролна комисия и член на Централния комитет на БКП Нинко Стефанов и включваща генералния директор на ТАБСО Лазар Белухов, авиационния специалист и заместник-министър на отбраната ген. Август Кабакчиев, следователя полк. Иван Охридски, главния патолог на МВР д-р Йордан Пейчев и други лица (напълнили 2 специално чартирани самолета). Българската страна иска да оглави разследването по силата на разпоредба в международното право, която разрешава това. Чехословакия отказва въз основа на реципрочността – България не е подписала клаузата, разрешаваща чужди следователи да разследват самолетни катастрофи в България.
Опасенията, че самолетът пренася радиоактивни вещества, са потвърдени на 8 декември 1966 г., когато е изнесено, че те представляват 2 стоманено-оловни съда с йод-131 за медицински цели. Този изотоп е напълно безопасен и пренасянето му с пътнически самолети е разрешено според международното право. Открит е и висотомерът на самолета, който указва правилната височина над равнището на братиславското летище.
От началото е видно изключително и нарастващо напрежение между българските и чехословашки ведомства по разследване. Група ръководители на ТАБСО, водена от Белухов, пристига в Братислава в деня след катастрофата, но са ѝ отказани както достъп до местопроизшествието, така и срещи с ръководители на полети. Българската страна смята, че ръководителите на полети в кулата и сектор „подход“ са пренебрегнали задълженията си, като са разрешили на по-бавен самолет („Ил-14“) да излети преди по-бързия „Ил-18“, задали са опасна височина на LZ101 и не са следвали трасето му с радар. Чехословашката страна смята, че екипажът не е владеел достатъчно добър английски, поради което не предприема завой след излитане според нарежданията. Чехословашките следователи са обвинени от българските и в разпространяване на слухове, че екипажът на LZ101 консумирал алкохол, чакайки в Братислава. Д-р Пейчев провежда изследване (по нова методика, разработена от НАСА) върху тъкани от командира и втория пилот, резултатите от което доказват, че не са консумирали алкохол.
В крайна сметка, за да разреши конфликта между българската и чехословашка страни, чехословашкият министър на транспорта Алоис Индра поема контрола върху разследването. Въпросите опират до национален престиж и до сумата, дължима на роднините на жертвите. Ако чехословашкото ръководство на полети е признато за виновно, роднините биха получили по 20 000 долара за жертва. Ако виновен е българският екипаж, те биха получили по 10 000 лева.

## Официална версия
Окончателният доклад на чехословашката комисия  гласи, че излитането от писта 31, последвано от набиране на 300 m (1000 фута) височина е можело да се изпълни без сблъсък с препятствия. Обаче докато разпоредената височина от 300 m е спазена, самолетът напуска трасето, което би го предпазило от наземни препятствия. Отклонението може да е причинено от недостатъчно остър завой, от завишена скорост, или от съчетание на предишните. Не може да се изключи възможността екипажът да е хранил съмнения относно правилността на указанията на самолетния авиохоризонт. Не е възможно да се изключи и затрудняващият ефект, оказван от турбулентността при спазване на постоянен ъгъл на завоя. На екипажа обаче е дадено достатъчно ясно предупреждение за метеорологичните условия. Обстановката става критична, след като екипажът не успява да изпълни зададената му и потвърдена от него маневра и при изпълняването ѝ възникват и се натрупват допълнителни и неочаквани обстоятелства. Докладът заключава, че причината за катастрофата не може да се определи ясно от установените факти. Най-вероятно се свежда до недооценяване на теренните и метеорологични условия от екипажа, последвано от самолетоводене, неподобаващо на тези условия.

## Други версии
Разследващият съдия-следовател от Върховния съд Недю Ганчев се самоубива към края на разследването. Малко преди това е заявил пред близки: „...не мога да направя това, което искат“. Това кара някои в България да смятат, че катастрофата може да е инсценирана по намеци на Тодор Живков за елиминиране на ген. Иван Бъчваров – посланик в ГДР, бивш началник на Генералния щаб на БНА и заместник-министър на народната отбрана.
Темата бързо се превръща в предмет на тъмни слухове. Съживена е след падането на Живков . Няма доказателства в подкрепа на хипотезата.

## Отзвук в България
Катастрофата е втората, сполетяла ТАБСО от 1952 г. и първата, призната публично. Главно поради загубата на знаменитата българска певица (лиричен сопран) Катя Попова, тя предизвиква широк обществен резонанс в България. Телата на българските жертви са тържествено репатрирани и погребани в София, под звука на сирени за двуминутен покой из цялата страна. Поетът Павел Матев написва прощалния стих „Ти сън ли си?“ в памет на Попова, а Лили Иванова го превръща в песен.